# Tour de France de 2019
A 106.ª edição do Tour de France foi uma corrida de ciclismo de estrada por etapas que se celebrou entre o 6 e o 28 de julho de 2019 sobre uma distância total de 3 460 quilómetros repartidos em 21 etapas com início na cidade de Bruxelas na Bélgica, seguido por outras duas etapas em dito país e as restantes 18 etapas em território francês para terminar no tradicional circuito pelos Campos Elíseos em Paris.
A etapa inaugural que marca o grande começo da rodada francesa se levou a cabo 6 de julho de 2019 com um circuito de 192 quilómetros pela área metropolitana de Bruxelas como homenagem a Eddy Merckx. O percurso da Grande Boucle de 2019 oferece um programa de alta montanha muito rompe pernas, ideal para escaladores com 30 portos categorizados entre HC (fora de categoria), primeira e segunda classe; e esta edição também apresentará cinco finais em alto com três metas acima dos 2 000 metros: como será no mítico Tourmalet (etapa 14.ª), em Tignes (etapa 19.ª) e um final de etapa inédito na história do Tour na estação de esqui de Val Thorens (etapa 20.ª) nos Alpes franceses.
Os 3 460 quilómetros de percurso que compreendem as 21 etapas da carreira estão divididos em duas contrarrelógio (uma individual e outra por equipas), oito etapas para velocistas, cinco etapas em media montanha e seis etapas de alta montanha das quais cinco são finais em alto. O Tour inclui um total de 26 montanhas e colinas de categoria .HC, primeira e segunda classe.
A carreira é a segunda e a mais importante das denominadas Grandes Voltas da temporada e faz parte do circuito UCI World Tour de 2019 dentro da categoria 2.uwT sendo a vigésima sexta competição do calendário de máxima categoria mundial.
O vencedor final foi o colombiano Egan Bernal do INEOS, convertendo-se assim no primeiro ciclista latinoamericano no conseguir. Acompanharam-no no podio o britânico Geraint Thomas como segundo classificado, colega de equipa de Egan, e o neerlandês Steven Kruijswijk do Jumbo-Visma em terceira posição.

## Equipas participantes
Para outros detalhes, ver seção: Ciclistas participantes e posições finais
Tomaram parte na carreira vinte e duas equipas, dos quais assistem por direito próprio as dezoito equipas de categoria UCI World Tour de 2019 e quatro equipas de categoria Profissional Continental convidados pela organização quem conformam um pelotão de 176 ciclistas.  As equipas participantes foram:
| Equipes WorldTeam (18)- AG2R La Mondiale - Astana - Bahrain-Merida - Bora-hansgrohe - CCC Team - Deceuninck-Quick Step - Dimension Data - EF Education First - Groupama-FDJ - Team Jumbo-Visma - Katusha-Alpecin - Lotto Soudal - Mitchelton-Scott - Movistar Team - Ineos - Team Sunweb - Trek-Segafredo - UAE Team Emirates Equipes profissionais Continentais (4)- Arkéa-Samsic - Cofidis, Solutions Crédits - Total Direct Énergie - Wanty-Groupe Gobert |
| |

## Favoritos
- Reino Unido: Geraint Thomas (INEOS): O vigente ganhador do Tour chega com 33 anos como líder da INEOS e com o caminho livre ante a ausência de Chris Froome para revalidar o título obtido na edição anterior. Durante a temporada 2019 tem tido poucos dias de competição e viu truncada o seu posto a ponto final com uma queda e abandono na recente edição de Volta à Suíça, mas confia em chegar preparado depois dos treinamentos posteriores realizados. Para a presente edição compartilhará a liderança da equipa com o ciclista colombiano Egan Bernal.[6]

- Colômbia: Egan Bernal (INEOS): Depois de ver truncada a sua participação como líder da Team INEOS para o Giro d'Italia de 2019 depois de uma queda e fratura de clavícula antes do início da carreira, o ciclista colombiano de 22 anos chega compartilhando a liderança da equipa com o ciclista britânico Geraint Thomas,[6] depois da sua estreia na edição anterior em onde jogou um papel determinante na vitória de Geraint Thomas e a terceira posição obtida por Chris Froome.[7] Assim mesmo na presente temporada tem mostrado um grande estado de forma depois da sua vitória em março na Paris-Nice de 2019 e depois de se exibir recentemente na Volta a Suíça com vitória na classificação geral e um triunfo de etapa.

- França: Romain Bardet (AG2R La Mondiale): Com os seus 28 anos, o ciclista francês segundo na edição 2016 e terceiro em 2017 tentará subir ao mais alto do póio depois de levar 5 top 10 consecutivos na cita gala.[8] Durante a temporada 2019 tem tido actuações regulares estando no top 10 de carreiras do UCI World Tour como o Critérium do Dauphiné (10.º), a Amstel Gold Race (9.º) e Paris-Nice (5.º).

- Dinamarca: Jakob Fuglsang (Astana): O ciclista dinamarquês de 34 anos, chega num muito bom estado de forma depois de ter obtido a sua segunda vitória no Critérium do Dauphiné e seu primeiro monumento com a Liège-Bastogne-Liège de 2019. No entanto o seu desempenho em carreiras de três semanas só lhe permite mostrar como melhor resultado um 7.º posto no Tour de France de 2013 e assim mesmo, um 12.º lugar no Giro 2016 e na edição anterior do Tour.[9]

- Colômbia: Nairo Quintana (Movistar Team): Depois de ter estado no podio com 2 segundos lugares nas edições 2013 e 2015 e um terceiro lugar em 2016, o ciclista colombiano de 29 anos, ganhador do Giro 2014 e a Volta 2016 está ante uma das melhores oportunidades para obter o triunfo no Tour e se converter no primeiro ciclista não europeu e oitavo na história em conseguir ganhar as três grandes voltas. Para isto deverá conseguir atingir o nível de fortaleza e regularidade na montanha exibidos em temporadas anteriores.[10] Na presente temporada chega precedido de um 2.º lugar na exigente Paris-Nice.

- Colômbia: Rigoberto Urán (EF Education First): Segundo no Tour 2017 e segundo no Giro d'Italia nas edições 2013 e 2014, chega a seus 32 anos como líder do EF Education First depois de uma temporada com poucos dias de competição marcados por uma fractura de clavícula na passada edição da Paris-Nice, mas com um bom nível de forma mostrado com um terceiro lugar na Estrada de Occitania.[11] Contará com o apoio do ciclista Tejay van Garderen para as etapas de montanha.

- Itália: Vincenzo Nibali (Bahrain Merida): O ciclista italiano de 34 anos ganhador das 3 Grandes Voltas com uma Volta em 2010, um Tour em 2014 e 2 Giros nas edições 2013 e 2016, tem optado por fazer a dobradinha Giro-Tour e chega depois de obter o segundo posto na passada edição do Giro, pelo que suas possibilidades na presente edição do Tour dependerão do nível de recuperação atingido.[12]

- Espanha: Mikel Landa (Movistar Team): O ciclista espanhol de 29 anos vem de disputar o Giro 2019 em onde ocupou o 4.º lugar mostrando progressão em dita carreira e recuperação de suas lesões. Procurará completar a dobradinha com o Tour e entrar nas posições de pódio para superar o quarto lugar obtido na edição 2017. Suas possibilidades na presente edição do Tour dependerão do nível de recuperação atingido depois de sua participação no Giro e das estratégias de equipa que se proponham em conjunto com Nairo Quintana.

- Espanha: Alejandro Valverde (Movistar Team): O campeão do mundo chega a seus 39 anos como apoio de Nairo Quintana e Mikel Landa, no entanto sua regularidade e liderança na equipa, bem como o nível de forma mostrado com um triunfo de etapa e a vitória final na passada Estrada de Occitania o mostram como um candidato forte a seguir. A sua melhor posição obteve-a no Tour 2015 com um 3.er lugar.
- Países Baixos: Steven Kruijswijk (Jumbo-Visma). O ciclista neerlandês de 33 anos chega como líder do Jumbo-Visma ante a ausência do esloveno Primož Roglič[13] e procurará atingir o seu primeiro pódio em grandes voltas depois de ter estado perto de triunfar no Giro d'Italia de 2016 em onde uma queda na etapa 19 o privou das suas possibilidades de triunfo e o resignou ao 4.º lugar. Assim mesmo, lhe precede um 5.º lugar no Tour 2018 e um 4.º lugar na Volta 2018.

- França: Thibaut Pinot (Groupama-FDJ): O ciclista francês de 29 anos tem vindo recuperando posições destacadas no pelotão internacional, depois de ter conseguido o seu primeiro monumento com o Giro de Lombardia de 2018 e mostrar mais ambição na montanha. Procurará superar o terceiro lugar obtido no Tour 2014.

- Espanha: Enric Mas (Deceuninck-Quick Step): O ciclista espanhol de 24 anos, procurará manter a sua progressão depois do 2.º lugar obtido na passada edição da Volta a Espanha atingido depois de uma exibição na etapa 20, com ascensão ao Collado de la Gallina.[14]

- Reino Unido: Adam Yates (Mitchelton-Scott): O ciclista britânico de 26 anos procurará superar o quarto lugar obtido no Tour 2016 e emular o nível mostrado em grandes voltas pelo seu gémeo Simon, quem acompanhá-lo-á na carreira.[15]

## Percurso
O Tour de France dispõe de vinte e uma etapas distribuídas deste modo: oito etapas planas, cinco etapas em media montanha, seis etapas de montanha com cinco chegadas em alto (Passe des Belles Filles, Tourmalet, Prat d'Albis, Tignes e Val Thorens), duas etapas de contrarrelógio e duas jornadas de descanso para um percurso total de 3 460 quilómetros.
| Etapa | Data        | Percurso                                  | type                       | Distância (km) | Vencedor           | Líder geral        |
| ----- | ----------- | ----------------------------------------- | -------------------------- | -------------- | ------------------ | ------------------ |
| 1     | 6 jul.      | Bruxelas – Bruxelas                       | etapa plana                | 194,5          | Mike Teunissen     | Mike Teunissen     |
| 2     | 7 jul.      | Bruxelas – Bruxelas                       | contrarrelógio por equipes | 27,6           | Team Jumbo-Visma   | Mike Teunissen     |
| 3     | 8 jul.      | Binche – Épernay                          | etapa escarpada            | 215            | Julian Alaphilippe | Julian Alaphilippe |
| 4     | 9 jul.      | Reims – Nancy                             | etapa plana                | 213,5          | Elia Viviani       | Julian Alaphilippe |
| 5     | 10 jul.     | Saint-Dié-des-Vosges – Colmar             | etapa escarpada            | 175,5          | Peter Sagan        | Julian Alaphilippe |
| 6     | 11 jul.     | Mulhouse – La Planche des Belles Filles   | alta montanha              | 160,5          | Dylan Teuns        | Giulio Ciccone     |
| 7     | 12 jul.     | Belfort – Chalon-sur-Saône                | etapa plana                | 230            | Dylan Groenewegen  | Giulio Ciccone     |
| 8     | 13 jul.     | Mâcon – Saint-Étienne                     | etapa escarpada            | 200            | Thomas De Gendt    | Julian Alaphilippe |
| 9     | 14 jul.     | Saint-Étienne – Brioude                   | etapa escarpada            | 170,5          | Daryl Impey        | Julian Alaphilippe |
| 10    | 15 jul.     | Saint-Flour – Albi                        | etapa plana                | 217,5          | Wout van Aert      | Julian Alaphilippe |
|       | 16 de julho | Dia de descanso                           | Dia de descanso            |                |                    |                    |
| 11    | 17 jul.     | Albi – Toulouse                           | etapa plana                | 167            | Caleb Ewan         | Julian Alaphilippe |
| 12    | 18 jul.     | Toulouse – Bagnères-de-Bigorre            | alta montanha              | 209,5          | Simon Yates        | Julian Alaphilippe |
| 13    | 19 jul.     | Pau – Pau                                 | contrarrelógio individual  | 27,2           | Julian Alaphilippe | Julian Alaphilippe |
| 14    | 20 jul.     | Tarbes – Passo do Tourmalet               | alta montanha              | 117,5          | Thibaut Pinot      | Julian Alaphilippe |
| 15    | 21 jul.     | Limoux – Foix                             | alta montanha              | 185            | Simon Yates        | Julian Alaphilippe |
|       | 22 de julho | Dia de descanso                           | Dia de descanso            |                |                    |                    |
| 16    | 23 jul.     | Nîmes – Nîmes                             | etapa plana                | 177            | Caleb Ewan         | Julian Alaphilippe |
| 17    | 24 jul.     | Ponte do Gard – Gap                       | etapa escarpada            | 200            | Matteo Trentin     | Julian Alaphilippe |
| 18    | 25 jul.     | Embrun – Valloire                         | alta montanha              | 208            | Nairo Quintana     | Julian Alaphilippe |
| 19    | 26 jul.     | Saint-Jean-de-Maurienne – Passo do Iserão | alta montanha              | 89             | stage neutralised  | Egan Bernal        |
| 20    | 27 jul.     | Albertville – Vale Thorens                | alta montanha              | 59,5           | Vincenzo Nibali    | Egan Bernal        |
| 21    | 28 jul.     | Rambouillet – Paris                       | etapa plana                | 128            | Caleb Ewan         | Egan Bernal        |

## Classificações finais
- As classificações finalizaram da seguinte forma:

### Classificação geral(Maillot Jaune)
| \| Classificação geral \| Classificação geral \| Classificação geral \| Classificação geral \| Classificação geral \| \| Ciclista \| Ciclista \| Equipe \| Tempo \| \| \| ------------------- \| --------------------- \| -------------------------- \| ------------------- \| ------------------- \| \| 1. \| Egan Bernal \| Team Ineos \| 82h57m00s \| \| \| 2. \| Geraint Thomas \| Team Ineos \| + 1m11s \| \| \| 3. \| Steven Kruijswijk \| Team Jumbo-Visma \| + 1m31s \| \| \| 4. \| Emanuel Buchmann \| Bora-Hansgrohe \| + 1m56s \| \| \| 5. \| Julian Alaphilippe \| Deceuninck-Quick Step \| + 4m05s \| \| \| 6. \| Mikel Landa \| Movistar Team \| + 4m23s \| \| \| 7. \| Rigoberto Urán \| EF Education First \| + 5m15s \| \| \| 8. \| Nairo Quintana \| Movistar Team \| + 5m30s \| \| \| 9. \| Alejandro Valverde \| Movistar Team \| + 6m12s \| \| \| 10. \| Warren Barguil \| Arkéa-Samsic \| + 7m32s \| \| \| 11. \| Richie Porte \| Trek-Segafredo \| + 12m42s \| \| \| 12. \| Guillaume Martin \| Wanty-Gobert \| + 22m08s \| \| \| 13. \| David Gaudu \| Groupama-FDJ \| + 23m58s \| \| \| 14. \| Fabio Aru \| UAE Team Emirates \| + 27m36s \| \| \| 15. \| Romain Bardet \| AG2R La Mondiale \| + 30m23s \| \| \| 16. \| Roman Kreuziger \| Dimension Data \| + 36m09s \| \| \| 17. \| Sébastien Reichenbach \| Groupama-FDJ \| + 44m29s \| \| \| 18. \| Daniel Martin \| UAE Team Emirates \| + 45m21s \| \| \| 19. \| Alexey Lutsenko \| Astana \| + 48m52s \| \| \| 20. \| Jesús Herrada \| Cofidis, Solutions Crédits \| + 51m57s \| \| \| 21. \| Xandro Meurisse \| Wanty-Gobert \| + 56m47s \| \| \| 22. \| Enric Mas \| Deceuninck-Quick Step \| + 58m20s \| \| \| 23. \| Laurens De Plus \| Team Jumbo-Visma \| + 1h02m44s \| \| \| 24. \| George Bennett \| Team Jumbo-Visma \| + 1h04m40s \| \| \| 25. \| Gregor Mühlberger \| Bora-Hansgrohe \| + 1h04m40s \| \| |                       |                            |            |
| |                       |                            |            |
| Fonte: ProCyclingStats |                       |                            |            |
| Classificação geral |                       |                            |            |
| Ciclista | Ciclista              | Equipe                     | Tempo      |
| 1. | Egan Bernal           | Team Ineos                 | 82h57m00s  |
| 2. | Geraint Thomas        | Team Ineos                 | + 1m11s    |
| 3. | Steven Kruijswijk     | Team Jumbo-Visma           | + 1m31s    |
| 4. | Emanuel Buchmann      | Bora-Hansgrohe             | + 1m56s    |
| 5. | Julian Alaphilippe    | Deceuninck-Quick Step      | + 4m05s    |
| 6. | Mikel Landa           | Movistar Team              | + 4m23s    |
| 7. | Rigoberto Urán        | EF Education First         | + 5m15s    |
| 8. | Nairo Quintana        | Movistar Team              | + 5m30s    |
| 9. | Alejandro Valverde    | Movistar Team              | + 6m12s    |
| 10. | Warren Barguil        | Arkéa-Samsic               | + 7m32s    |
| 11. | Richie Porte          | Trek-Segafredo             | + 12m42s   |
| 12. | Guillaume Martin      | Wanty-Gobert               | + 22m08s   |
| 13. | David Gaudu           | Groupama-FDJ               | + 23m58s   |
| 14. | Fabio Aru             | UAE Team Emirates          | + 27m36s   |
| 15. | Romain Bardet         | AG2R La Mondiale           | + 30m23s   |
| 16. | Roman Kreuziger       | Dimension Data             | + 36m09s   |
| 17. | Sébastien Reichenbach | Groupama-FDJ               | + 44m29s   |
| 18. | Daniel Martin         | UAE Team Emirates          | + 45m21s   |
| 19. | Alexey Lutsenko       | Astana                     | + 48m52s   |
| 20. | Jesús Herrada         | Cofidis, Solutions Crédits | + 51m57s   |
| 21. | Xandro Meurisse       | Wanty-Gobert               | + 56m47s   |
| 22. | Enric Mas             | Deceuninck-Quick Step      | + 58m20s   |
| 23. | Laurens De Plus       | Team Jumbo-Visma           | + 1h02m44s |
| 24. | George Bennett        | Team Jumbo-Visma           | + 1h04m40s |
| 25. | Gregor Mühlberger     | Bora-Hansgrohe             | + 1h04m40s |

### Classificação por pontos(Maillot Vert)
| Classificação por pontos | Classificação por pontos | Classificação por pontos | Classificação por pontos | Classificação por pontos |
| Ciclista                 | Ciclista                 | Equipe                   | Pontos                   |                          |
| ------------------------ | ------------------------ | ------------------------ | ------------------------ | ------------------------ |
| 1.                       | Peter Sagan              | Bora-Hansgrohe           | 316 pts                  |                          |
| 2.                       | Caleb Ewan               | Lotto-Soudal             | 248 pts                  |                          |
| 3.                       | Elia Viviani             | Deceuninck-Quick Step    | 224 pts                  |                          |
| 4.                       | Sonny Colbrelli          | Bahrain-Merida           | 209 pts                  |                          |
| 5.                       | Michael Matthews         | Team Sunweb              | 201 pts                  |                          |
| 6.                       | Matteo Trentin           | Mitchelton-Scott         | 192 pts                  |                          |
| 7.                       | Jasper Stuyven           | Trek-Segafredo           | 167 pts                  |                          |
| 8.                       | Greg Van Avermaet        | CCC Team                 | 149 pts                  |                          |
| 9.                       | Dylan Groenewegen        | Team Jumbo-Visma         | 146 pts                  |                          |
| 10.                      | Julian Alaphilippe       | Deceuninck-Quick Step    | 119 pts                  |                          |

### Classificação da montanha(Maillot à Pois Rouges)
| Classificação da montanha | Classificação da montanha | Classificação da montanha | Classificação da montanha | Classificação da montanha |
| Ciclista                  | Ciclista                  | Equipe                    | Pontos                    |                           |
| ------------------------- | ------------------------- | ------------------------- | ------------------------- | ------------------------- |
| 1.                        | Romain Bardet             | AG2R La Mondiale          | 86 pts                    |                           |
| 2.                        | Egan Bernal               | Team Ineos                | 78 pts                    |                           |
| 3.                        | Tim Wellens               | Lotto-Soudal              | 75 pts                    |                           |
| 4.                        | Damiano Caruso            | Bahrain-Merida            | 67 pts                    |                           |
| 5.                        | Vincenzo Nibali           | Bahrain-Merida            | 59 pts                    |                           |
| 6.                        | Simon Yates               | Mitchelton-Scott          | 59 pts                    |                           |
| 7.                        | Nairo Quintana            | Movistar Team             | 58 pts                    |                           |
| 8.                        | Alexey Lutsenko           | Astana                    | 45 pts                    |                           |
| 9.                        | Steven Kruijswijk         | Team Jumbo-Visma          | 44 pts                    |                           |
| 10.                       | Mikel Landa               | Movistar Team             | 42 pts                    |                           |

### Classificação do melhor jovem(Maillot Blanc)
| Classificação dos jovens | Classificação dos jovens | Classificação dos jovens | Classificação dos jovens | Classificação dos jovens |
| Ciclista                 | Ciclista                 | Equipe                   | Tempo                    |                          |
| ------------------------ | ------------------------ | ------------------------ | ------------------------ | ------------------------ |
| 1.                       | Egan Bernal              | Team Ineos               | 82h57m00s                |                          |
| 2.                       | David Gaudu              | Groupama-FDJ             | + 23m58s                 |                          |
| 3.                       | Enric Mas                | Deceuninck-Quick Step    | + 58m20s                 |                          |
| 4.                       | Laurens De Plus          | Team Jumbo-Visma         | + 1h02m44s               |                          |
| 5.                       | Gregor Mühlberger        | Bora-Hansgrohe           | + 1h04m40s               |                          |
| 6.                       | Giulio Ciccone           | Trek-Segafredo           | + 1h20m49s               |                          |
| 7.                       | Lennard Kämna            | Team Sunweb              | + 1h39m36s               |                          |
| 8.                       | Tiesj Benoot             | Lotto-Soudal             | + 2h07m28s               |                          |
| 9.                       | Nils Politt              | Katusha-Alpecin          | + 2h14m28s               |                          |
| 10.                      | Élie Gesbert             | Arkéa-Samsic             | + 2h33m02s               |                          |

### Classificação por equipas(Classement par Équipe)
| Classificação por equipes | Classificação por equipes | Classificação por equipes | Classificação por equipes |
| Equipe                    | Equipe                    | Tempo                     |                           |
| ------------------------- | ------------------------- | ------------------------- | ------------------------- |
| 1.                        | Movistar Team             | 248h58m15s                |                           |
| 2.                        | Trek-Segafredo            | + 47m54s                  |                           |
| 3.                        | Ineos                     | + 57m52s                  |                           |
| 4.                        | EF Education First        | + 1h25m57s                |                           |
| 5.                        | Bora-hansgrohe            | + 1h29m30s                |                           |
| 6.                        | Groupama-FDJ              | + 1h42m29s                |                           |
| 7.                        | Team Jumbo-Visma          | + 1h52m55s                |                           |
| 8.                        | AG2R La Mondiale          | + 2h08m17s                |                           |
| 9.                        | UAE Team Emirates         | + 2h10m32s                |                           |
| 10.                       | Astana                    | + 2h27m37s                |                           |

## Evolução das classificações
| Etapa                 | Vencedor              | Classificação geral Maillot Jaune | Classificação por pontos Maillot Vert | Classificação da montanha Maillot à Pois Rouges | Classificação dos jovens Maillot Blanc | Classificação por equipas Classement par Équipe | Prêmio da combatividade Prix de Combativité |
| --------------------- | --------------------- | --------------------------------- | ------------------------------------- | ----------------------------------------------- | -------------------------------------- | ----------------------------------------------- | ------------------------------------------- |
| 1.ª                   | Mike Teunissen        | Mike Teunissen                    | Mike Teunissen                        | Greg Van Avermaet                               | Caleb Ewan                             | Jumbo-Visma                                     | Stéphane Rossetto                           |
| 2.ª                   | Jumbo-Visma           | Mike Teunissen                    | Mike Teunissen                        | Greg Van Avermaet                               | Wout van Aert                          | Jumbo-Visma                                     | não se entregou                             |
| 3.ª                   | Julian Alaphilippe    | Julian Alaphilippe                | Peter Sagan                           | Tim Wellens                                     | Wout van Aert                          | Jumbo-Visma                                     | Tim Wellens                                 |
| 4.ª                   | Elia Viviani          | Julian Alaphilippe                | Peter Sagan                           | Tim Wellens                                     | Wout van Aert                          | Jumbo-Visma                                     | Michael Schär                               |
| 5.ª                   | Peter Sagan           | Julian Alaphilippe                | Peter Sagan                           | Tim Wellens                                     | Wout van Aert                          | Jumbo-Visma                                     | Toms Skujiņš                                |
| 6.ª                   | Dylan Teuns           | Giulio Ciccone                    | Peter Sagan                           | Tim Wellens                                     | Giulio Ciccone                         | Trek-Segafredo                                  | Tim Wellens                                 |
| 7.ª                   | Dylan Groenewegen     | Giulio Ciccone                    | Peter Sagan                           | Tim Wellens                                     | Giulio Ciccone                         | Trek-Segafredo                                  | Yoann Offredo                               |
| 8.ª                   | Thomas de Gendt       | Julian Alaphilippe                | Peter Sagan                           | Tim Wellens                                     | Giulio Ciccone                         | Trek-Segafredo                                  | Thomas de Gendt                             |
| 9.ª                   | Daryl Impey           | Julian Alaphilippe                | Peter Sagan                           | Tim Wellens                                     | Giulio Ciccone                         | Trek-Segafredo                                  | Tiesj Benoot                                |
| 10.ª                  | Wout van Aert         | Julian Alaphilippe                | Peter Sagan                           | Tim Wellens                                     | Egan Bernal                            | Movistar                                        | Natnael Berhane                             |
| 11.ª                  | Caleb Ewan            | Julian Alaphilippe                | Peter Sagan                           | Tim Wellens                                     | Egan Bernal                            | Movistar                                        | Aimé De Gendt                               |
| 12.ª                  | Simon Yates           | Julian Alaphilippe                | Peter Sagan                           | Tim Wellens                                     | Egan Bernal                            | Trek-Segafredo                                  | Matteo Trentin                              |
| 13.ª                  | Julian Alaphilippe    | Julian Alaphilippe                | Peter Sagan                           | Tim Wellens                                     | Enric Mas                              | Trek-Segafredo                                  | não se entregou                             |
| 14.ª                  | Thibaut Pinot         | Julian Alaphilippe                | Peter Sagan                           | Tim Wellens                                     | Egan Bernal                            | Movistar                                        | Élie Gesbert                                |
| 15.ª                  | Simon Yates           | Julian Alaphilippe                | Peter Sagan                           | Tim Wellens                                     | Egan Bernal                            | Movistar                                        | Mikel Landa                                 |
| 16.ª                  | Caleb Ewan            | Julian Alaphilippe                | Peter Sagan                           | Tim Wellens                                     | Egan Bernal                            | Movistar                                        | Alexis Gougeard                             |
| 17.ª                  | Matteo Trentin        | Julian Alaphilippe                | Peter Sagan                           | Tim Wellens                                     | Egan Bernal                            | Trek-Segafredo                                  | Matteo Trentin                              |
| 18.ª                  | Nairo Quintana        | Julian Alaphilippe                | Peter Sagan                           | Romain Bardet                                   | Egan Bernal                            | Movistar                                        | Greg Van Avermaet                           |
| 19.ª                  | Sem ganhador          | Egan Bernal                       | Peter Sagan                           | Romain Bardet                                   | Egan Bernal                            | Movistar                                        | não se entregou                             |
| 20.ª                  | Vincenzo Nibali       | Egan Bernal                       | Peter Sagan                           | Romain Bardet                                   | Egan Bernal                            | Movistar                                        | Vincenzo Nibali                             |
| 21.ª                  | Caleb Ewan            | Egan Bernal                       | Peter Sagan                           | Romain Bardet                                   | Egan Bernal                            | Movistar                                        | não se entregou                             |
| Classificações finais | Classificações finais | Egan Bernal                       | Peter Sagan                           | Romain Bardet                                   | Egan Bernal                            | Movistar                                        | Julian Alaphilippe                          |

## Premiação
A quantidade do prêmio em numerário individual não tem mudado em comparação com as últimas edições. O prêmio em metálico ascende a um total de 2 291 700 euros. Destes, 1 138 800 euros para a classificação geral, 601 650 euros para a classificação por etapas, 178 800 euros para a classificação por equipas, 128 000 euros para a classificação por pontos, 112 450 euros para a classificação da montanha, 66 000 euros para a classificação ao melhor jovem, 56 000 euros para o ciclista mais combativo e 10 000 euros para os prêmios especiais (Souvenir Jacques Goddet e Souvenir Henri Desgrange).
| Classificação                                   | 1.        | 2.        | 3.        | 4.       | 5.       | 6.       | 7.       | 8.     | Por dia |
| ----------------------------------------------- | --------- | --------- | --------- | -------- | -------- | -------- | -------- | ------ | ------- |
| Classificação geral Maillot Jaune               | 500 000 € | 200 000 € | 100 000 € | 70 000 € | 50 000 € | 23 000 € | 11 500 € | 7600 € | 500 €   |
| Classificação por pontos Maillot Vert           | 25 000 €  | 15 000 €  | 10 000 €  | 4000 €   | 3500 €   | 3000 €   | 2500 €   | 2000 € | 300 €   |
| Classificação da montanha Maillot à Pois Rouges | 25 000 €  | 15 000 €  | 10 000 €  | 4000 €   | 3500 €   | 3000 €   | 2500 €   | 2000 € | 300 €   |
| Classificação dos jovens Maillot Blanc          | 20 000 €  | 15 000 €  | 10 000 €  | 5000 €   | —        | —        | —        | —      | 300 €   |
| Classificação por equipas Classement par Équipe | 50 000 €  | 30 000 €  | 20 000 €  | 12 000 € | 8000 €   | —        | —        | —      | —       |
| Prêmio da combatividade Prix de Combativité     | 20 000 €  | —         | —         | —        | —        | —        | —        | —      | —       |

O prêmio em numerário na classificação geral é o único que se entrega até ao último lugar e ascende a 1000 € por cada ciclista desde o posto 20.
| Localização               | 1.       | 2.     | 3.     | Nota                                        |
| ------------------------- | -------- | ------ | ------ | ------------------------------------------- |
| Ganhador de Etapa         | 11 000 € | 5500 € | 2800 € | Descendo até posto 20° (300 €)              |
| Metas Volantes            | 1500 €   | 1000 € | 500 €  | 19 Metas Volantes no Tour                   |
| Porto de Montanha Cat. HC | 800 €    | 450 €  | 300 €  | 5 Portos classificados no Tour              |
| Porto de Montanha Cat. 1  | 650 €    | 400 €  | 150 €  | 13 Portos classificados no Tour             |
| Porto de Montanha Cat. 2  | 500 €    | 250 €  | —      | 12 Portos classificados no Tour             |
| Porto de Montanha Cat. 3  | 300 €    | —      | —      | 20 Portos classificados no Tour             |
| Porto de Montanha Cat. 4  | 200 €    | —      | —      | 15 Portos classificados no Tour             |
| Melhor Jovem              | 500 €    | —      | —      | Ciclista Jovem melhor classificado na etapa |
| Ciclista mas Combativo    | 2000 €   | —      | —      | Excepto contrarrelógio e etapa final.       |
| Equipas                   | 2800 €   | —      | —      | A equipa mais rápida da etapa.              |

## UCI World Ranking
O Tour de France outorgará pontos para o UCI World Ranking para corredores das equipas nas categorias UCI World Team, Profissional Continental e Equipas Continentais. A seguinte tabela são o barómetro de pontuação e os corredores que obtiveram pontos:
| Posição             | 1.º  | 2.º | 3.º | 4.º | 5.º | 6.º | 7.º | 8.º | 9.º | 10.º | 11.º | 12.º | 13.º | 14.º | 15.º | 16.º | 17.º | 18.º | 19.º | 20.º | 21.º-25.º | 26.º-30.º | 31.º-40.º | 41.º-50.º | 51.º-55.º | 56.º-60.º |
| Classificação geral | 1000 | 800 | 675 | 575 | 475 | 400 | 325 | 275 | 225 | 175  | 150  | 125  | 105  | 85   | 75   | 70   | 65   | 60   | 55   | 50   | 40        | 30        | 25        | 20        | 15        | 10        |
| Por etapa           | 120  | 50  | 25  | 15  | 5   |     |     |     |     |      |      |      |      |      |      |      |      |      |      |      |           |           |           |           |           |           |
| Líder               | 25   |     |     |     |     |     |     |     |     |      |      |      |      |      |      |      |      |      |      |      |           |           |           |           |           |           |

| Classificação |                    |                       |       |        |       |         |
| Posição       | Ciclista           | Equipa                | Geral | Etapa  | Líder | Total   |
| ------------- | ------------------ | --------------------- | ----- | ------ | ----- | ------- |
| 1.º           | Julian Alaphilippe | Deceuninck-Quick Step | 475   | 318,12 | 350   | 1143,12 |
| 2.º           | Egan Bernal        | INEOS                 | 1000  | 31,25  | 50    | 1081,25 |
| 3.º           | Geraint Thomas     | INEOS                 | 800   | 76,25  | -     | 876,25  |
| 4.º           | Steven Kruijswijk  | Jumbo-Visma           | 675   | 40     | -     | 715     |
| 5.º           | Emanuel Buchmann   | Bora-Hansgrohe        | 575   | 30     | -     | 605     |
| 6.º           | Caleb Ewan         | Lotto Soudal          | -     | 485    | -     | 485     |
| 7.º           | Mikel Landa        | Movistar              | 400   | 50     | -     | 450     |
| 8.º           | Nairo Quintana     | Movistar              | 275   | 120    | -     | 395     |
| 9.º           | Rigoberto Urán     | EF Education First    | 325   | 15     | -     | 340     |
| 10.º          | Alejandro Valverde | Movistar              | 225   | 50     | -     | 275     |

## Ciclistas participantes e posições finais
| Team Ineos INS | Team Ineos INS                   | Team Ineos INS |
| -------------- | -------------------------------- | -------------- |
| Num            | Ciclista                         | Pos            |
| 1              | Geraint Thomas (GBR)             | 2.             |
| 2              | Egan Bernal (COL)                | 1.             |
| 3              | Jonathan Castroviejo (ESP) (CRI) | 50.            |
| 4              | Michał Kwiatkowski (POL)         | 83.            |
| 5              | Gianni Moscon (ITA)              | 84.            |
| 6              | Wout Poels (NED)                 | 26.            |
| 7              | Luke Rowe (GBR)                  | DQ-17          |
| 8              | Dylan van Baarle (NED)           | 46.            |

| Bora-Hansgrohe BOH | Bora-Hansgrohe BOH                    | Bora-Hansgrohe BOH |
| ------------------ | ------------------------------------- | ------------------ |
| Num                | Ciclista                              | Pos                |
| 11                 | Peter Sagan (SVK)                     | 82.                |
| 12                 | Emanuel Buchmann (GER)                | 4.                 |
| 13                 | Marcus Burghardt (GER)                | 141.               |
| 14                 | Patrick Konrad (AUT) (estrada)        | 35.                |
| 15                 | Gregor Mühlberger (AUT)               | 25.                |
| 16                 | Daniel Oss (ITA)                      | 89.                |
| 17                 | Lukas Pöstlberger (AUT)               | NP-18              |
| 18                 | Maximilian Schachmann (GER) (estrada) | NP-14              |

| Deceuninck-Quick Step DQT | Deceuninck-Quick Step DQT           | Deceuninck-Quick Step DQT |
| ------------------------- | ----------------------------------- | ------------------------- |
| Num                       | Ciclista                            | Pos                       |
| 21                        | Julian Alaphilippe (FRA)            | 5.                        |
| 22                        | Kasper Asgreen (DEN) (CRI)          | 122.                      |
| 23                        | Dries Devenyns (BEL)                | 97.                       |
| 24                        | Yves Lampaert (BEL)                 | 133.                      |
| 25                        | Enric Mas (ESP)                     | 22.                       |
| 26                        | Michael Mørkøv (DEN) (estrada)      | 152.                      |
| 27                        | Maximiliano Richeze (ARG) (estrada) | 149.                      |
| 28                        | Elia Viviani (ITA)                  | 130.                      |

| AG2R La Mondiale ALM | AG2R La Mondiale ALM    | AG2R La Mondiale ALM |
| -------------------- | ----------------------- | -------------------- |
| Num                  | Ciclista                | Pos                  |
| 31                   | Romain Bardet (FRA)     | 15.                  |
| 32                   | Mikaël Cherel (FRA)     | 34.                  |
| 33                   | Benoît Cosnefroy (FRA)  | 113.                 |
| 34                   | Mathias Frank (SUI)     | 48.                  |
| 35                   | Tony Gallopin (FRA)     | 56.                  |
| 36                   | Alexis Gougeard (FRA)   | 115.                 |
| 37                   | Oliver Naesen (BEL)     | 68.                  |
| 38                   | Alexis Vuillermoz (FRA) | 41.                  |

| Bahrain-Merida TBM | Bahrain-Merida TBM        | Bahrain-Merida TBM |
| ------------------ | ------------------------- | ------------------ |
| Num                | Ciclista                  | Pos                |
| 41                 | Vincenzo Nibali (ITA)     | 39.                |
| 42                 | Damiano Caruso (ITA)      | 58.                |
| 43                 | Sonny Colbrelli (ITA)     | 85.                |
| 44                 | Rohan Dennis (AUS) (CRI)  | DNF-12             |
| 45                 | Iván García Cortina (ESP) | 114.               |
| 46                 | Matej Mohorič (SLO)       | 119.               |
| 47                 | Dylan Teuns (BEL)         | 44.                |
| 48                 | Jan Tratnik (SLO)         | 93.                |

| Groupama-FDJ GFC | Groupama-FDJ GFC                      | Groupama-FDJ GFC |
| ---------------- | ------------------------------------- | ---------------- |
| Num              | Ciclista                              | Pos              |
| 51               | Thibaut Pinot (FRA)                   | DNF-19           |
| 52               | William Bonnet (FRA)                  | 143.             |
| 53               | David Gaudu (FRA)                     | 13.              |
| 54               | Stefan Küng (SUI) (CRI)               | 96.              |
| 55               | Mathieu Ladagnous (FRA)               | 126.             |
| 56               | Rudy Molard (FRA)                     | 33.              |
| 57               | Sébastien Reichenbach (SUI) (estrada) | 17.              |
| 58               | Anthony Roux (FRA)                    | 102.             |

| Movistar Team MOV | Movistar Team MOV                  | Movistar Team MOV |
| ----------------- | ---------------------------------- | ----------------- |
| Num               | Ciclista                           | Pos               |
| 61                | Nairo Quintana (COL)               | 8.                |
| 62                | Alejandro Valverde (ESP) (estrada) | 9.                |
| 63                | Andrey Amador (CRC)                | 55.               |
| 64                | Imanol Erviti (ESP)                | 99.               |
| 65                | Mikel Landa (ESP)                  | 6.                |
| 66                | Nelson Oliveira (POR)              | 79.               |
| 67                | Marc Soler (ESP)                   | 37.               |
| 68                | Carlos Verona (ESP)                | 105.              |

| Astana AST | Astana AST                            | Astana AST |
| ---------- | ------------------------------------- | ---------- |
| Num        | Ciclista                              | Pos        |
| 71         | Jakob Fuglsang (DEN)                  | DNF-16     |
| 72         | Pello Bilbao (ESP)                    | 54.        |
| 73         | Omar Fraile (ESP)                     | 71.        |
| 74         | Hugo Houle (CAN)                      | 91.        |
| 75         | Gorka Izagirre (ESP)                  | 42.        |
| 76         | Alexey Lutsenko (KAZ) (estrada e CRI) | 19.        |
| 77         | Magnus Cort (DEN)                     | 104.       |
| 78         | Luis León Sánchez (ESP)               | NP-17      |

| Team Jumbo-Visma TJV | Team Jumbo-Visma TJV                  | Team Jumbo-Visma TJV |
| -------------------- | ------------------------------------- | -------------------- |
| Num                  | Ciclista                              | Pos                  |
| 81                   | Steven Kruijswijk (NED)               | 3.                   |
| 82                   | George Bennett (NZL)                  | 24.                  |
| 83                   | Laurens De Plus (BEL)                 | 23.                  |
| 84                   | Dylan Groenewegen (NED)               | 145.                 |
| 85                   | Amund Grøndahl Jansen (NOR) (estrada) | 140.                 |
| 86                   | Tony Martin (GER) (CRI)               | DQ-17                |
| 87                   | Mike Teunissen (NED)                  | 101.                 |
| 88                   | Wout van Aert (BEL) (CRI)             | DNF-13               |

| EF Education First EF1 | EF Education First EF1    | EF Education First EF1 |
| ---------------------- | ------------------------- | ---------------------- |
| Num                    | Ciclista                  | Pos                    |
| 91                     | Rigoberto Urán (COL)      | 7.                     |
| 92                     | Alberto Bettiol (ITA)     | 69.                    |
| 93                     | Simon Clarke (AUS)        | 61.                    |
| 94                     | Tanel Kangert (EST)       | 27.                    |
| 95                     | Sebastian Langeveld (NED) | 155.                   |
| 96                     | Tom Scully (NZL)          | 135.                   |
| 97                     | Tejay van Garderen (USA)  | NP-8                   |
| 98                     | Michael Woods (CAN)       | 32.                    |

| Mitchelton-Scott MTS | Mitchelton-Scott MTS              | Mitchelton-Scott MTS |
| -------------------- | --------------------------------- | -------------------- |
| Num                  | Ciclista                          | Pos                  |
| 101                  | Adam Yates (GBR)                  | 29.                  |
| 102                  | Luke Durbridge (AUS) (CRI)        | 109.                 |
| 103                  | Jack Haig (AUS)                   | 38.                  |
| 104                  | Michael Hepburn (AUS)             | 146.                 |
| 105                  | Daryl Impey (RSA) (estrada e CRI) | 72.                  |
| 106                  | Christopher Juul-Jensen (DEN)     | 112.                 |
| 107                  | Matteo Trentin (ITA) (estrada)    | 52.                  |
| 108                  | Simon Yates (GBR)                 | 49.                  |

| CCC Team CCC | CCC Team CCC               | CCC Team CCC |
| ------------ | -------------------------- | ------------ |
| Num          | Ciclista                   | Pos          |
| 111          | Greg Van Avermaet (BEL)    | 36.          |
| 112          | Patrick Bevin (NZL) (CRI)  | NP-6         |
| 113          | Alessandro De Marchi (ITA) | DNF-9        |
| 114          | Simon Geschke (GER)        | 63.          |
| 115          | Serge Pauwels (BEL)        | 77.          |
| 116          | Joey Rosskopf (USA)        | 73.          |
| 117          | Michael Schär (SUI)        | 70.          |
| 118          | Łukasz Wiśniowski (POL)    | 127.         |

| UAE Team Emirates UAD | UAE Team Emirates UAD      | UAE Team Emirates UAD |
| --------------------- | -------------------------- | --------------------- |
| Num                   | Ciclista                   | Pos                   |
| 121                   | Daniel Martin (IRL)        | 18.                   |
| 122                   | Fabio Aru (ITA)            | 14.                   |
| 123                   | Sven Erik Bystrøm (NOR)    | 110.                  |
| 124                   | Rui Costa (POR)            | 53.                   |
| 125                   | Sergio Henao (COL)         | 47.                   |
| 126                   | Alexander Kristoff (NOR)   | 139.                  |
| 127                   | Vegard Stake Laengen (NOR) | 107.                  |
| 128                   | Jasper Philipsen (BEL)     | NP-12                 |

| Trek-Segafredo TFS | Trek-Segafredo TFS       | Trek-Segafredo TFS |
| ------------------ | ------------------------ | ------------------ |
| Num                | Ciclista                 | Pos                |
| 131                | Richie Porte (AUS)       | 11.                |
| 132                | Julien Bernard (FRA)     | 30.                |
| 133                | Giulio Ciccone (ITA)     | 31.                |
| 134                | Koen de Kort (NED)       | 125.               |
| 135                | Fabio Felline (ITA)      | 65.                |
| 136                | Bauke Mollema (NED)      | 28.                |
| 137                | Toms Skujiņš (LAT) (CRI) | 81.                |
| 138                | Jasper Stuyven (BEL)     | 43.                |

| Team Sunweb SUN | Team Sunweb SUN            | Team Sunweb SUN |
| --------------- | -------------------------- | --------------- |
| Num             | Ciclista                   | Pos             |
| 141             | Michael Matthews (AUS)     | 67.             |
| 142             | Nikias Arndt (GER)         | 116.            |
| 143             | Cees Bol (NED)             | NP-17           |
| 144             | Chad Haga (USA)            | 134.            |
| 145             | Lennard Kämna (GER)        | 40.             |
| 146             | Wilco Kelderman (NED)      | NP-16           |
| 147             | Søren Kragh Andersen (DEN) | NP-18           |
| 148             | Nicolas Roche (IRL)        | 45.             |

| Cofidis, Solutions Crédits COF | Cofidis, Solutions Crédits COF  | Cofidis, Solutions Crédits COF |
| ------------------------------ | ------------------------------- | ------------------------------ |
| Num                            | Ciclista                        | Pos                            |
| 151                            | Christophe Laporte (FRA)        | DNF-8                          |
| 152                            | Natnael Berhane (ERI) (estrada) | 86.                            |
| 153                            | Nicolas Edet (FRA)              | DNF-6                          |
| 154                            | Jesús Herrada (ESP)             | 20.                            |
| 155                            | Anthony Perez (FRA)             | 87.                            |
| 156                            | Pierre-Luc Périchon (FRA)       | 57.                            |
| 157                            | Stéphane Rossetto (FRA)         | 100.                           |
| 158                            | Julien Simon (FRA)              | 108.                           |

| Lotto-Soudal LTS | Lotto-Soudal LTS      | Lotto-Soudal LTS |
| ---------------- | --------------------- | ---------------- |
| Num              | Ciclista              | Pos              |
| 161              | Caleb Ewan (AUS)      | 132.             |
| 162              | Tiesj Benoot (BEL)    | 59.              |
| 163              | Jasper De Buyst (BEL) | 118.             |
| 164              | Thomas De Gendt (BEL) | 60.              |
| 165              | Jens Keukeleire (BEL) | 98.              |
| 166              | Roger Kluge (GER)     | 150.             |
| 167              | Maxime Monfort (BEL)  | 142.             |
| 168              | Tim Wellens (BEL)     | 94.              |

| Total Direct Énergie TDE | Total Direct Énergie TDE  | Total Direct Énergie TDE |
| ------------------------ | ------------------------- | ------------------------ |
| Num                      | Ciclista                  | Pos                      |
| 171                      | Lilian Calmejane (FRA)    | 106.                     |
| 172                      | Niccolò Bonifazio (ITA)   | 137.                     |
| 173                      | Fabien Grellier (FRA)     | 121.                     |
| 174                      | Paul Ourselin (FRA)       | 95.                      |
| 175                      | Romain Sicard (FRA)       | 80.                      |
| 176                      | Rein Taaramäe (EST) (CRI) | 66.                      |
| 177                      | Niki Terpstra (NED)       | DNF-11                   |
| 178                      | Anthony Turgis (FRA)      | 131.                     |

| Katusha-Alpecin TKA | Katusha-Alpecin TKA        | Katusha-Alpecin TKA |
| ------------------- | -------------------------- | ------------------- |
| Num                 | Ciclista                   | Pos                 |
| 181                 | Ilnur Zakarin (RUS)        | 51.                 |
| 182                 | Jens Debusschere (BEL)     | 153.                |
| 183                 | Alex Dowsett (GBR) (CRI)   | 151.                |
| 184                 | José Gonçalves (POR) (CRI) | 128.                |
| 185                 | Marco Haller (AUT)         | 148.                |
| 186                 | Nils Politt (GER)          | 64.                 |
| 187                 | Mads Würtz (DEN)           | 117.                |
| 188                 | Rick Zabel (GER)           | NP-11               |

| Wanty-Gobert WGG | Wanty-Gobert WGG           | Wanty-Gobert WGG |
| ---------------- | -------------------------- | ---------------- |
| Num              | Ciclista                   | Pos              |
| 191              | Guillaume Martin (FRA)     | 12.              |
| 192              | Frederik Backaert (BEL)    | 120.             |
| 193              | Aimé De Gendt (BEL)        | 136.             |
| 194              | Odd Christian Eiking (NOR) | 111.             |
| 195              | Xandro Meurisse (BEL)      | 21.              |
| 196              | Yoann Offredo (FRA)        | 154.             |
| 197              | Andrea Pasqualon (ITA)     | 88.              |
| 198              | Kévin Van Melsen (BEL)     | 138.             |

| Dimension Data TDD | Dimension Data TDD                | Dimension Data TDD |
| ------------------ | --------------------------------- | ------------------ |
| Num                | Ciclista                          | Pos                |
| 201                | Edvald Boasson Hagen (NOR)        | 76.                |
| 202                | Lars Bak (DEN)                    | 147.               |
| 203                | Steve Cummings (GBR)              | 129.               |
| 204                | Reinardt Janse van Rensburg (RSA) | 124.               |
| 205                | Benjamin King (USA)               | 62.                |
| 206                | Roman Kreuziger (CZE)             | 16.                |
| 207                | Giacomo Nizzolo (ITA)             | DNF-12             |
| 208                | Michael Valgren (DEN)             | 75.                |

| Arkéa-Samsic PCB | Arkéa-Samsic PCB               | Arkéa-Samsic PCB |
| ---------------- | ------------------------------ | ---------------- |
| Num              | Ciclista                       | Pos              |
| 211              | Warren Barguil (FRA) (estrada) | 10.              |
| 212              | Maxime Bouet (FRA)             | 74.              |
| 213              | Anthony Delaplace (FRA)        | 90.              |
| 214              | Élie Gesbert (FRA)             | 78.              |
| 215              | André Greipel (GER)            | 144.             |
| 216              | Kévin Ledanois (FRA)           | 103.             |
| 217              | Amaël Moinard (FRA)            | 92.              |
| 218              | Florian Vachon (FRA)           | 123.             |

| Team Ineos INS | Team Ineos INS                   | Team Ineos INS |
| -------------- | -------------------------------- | -------------- |
| Num            | Ciclista                         | Pos            |
| 1              | Geraint Thomas (GBR)             | 2.             |
| 2              | Egan Bernal (COL)                | 1.             |
| 3              | Jonathan Castroviejo (ESP) (CRI) | 50.            |
| 4              | Michał Kwiatkowski (POL)         | 83.            |
| 5              | Gianni Moscon (ITA)              | 84.            |
| 6              | Wout Poels (NED)                 | 26.            |
| 7              | Luke Rowe (GBR)                  | DQ-17          |
| 8              | Dylan van Baarle (NED)           | 46.            |

| Bora-Hansgrohe BOH | Bora-Hansgrohe BOH                    | Bora-Hansgrohe BOH |
| ------------------ | ------------------------------------- | ------------------ |
| Num                | Ciclista                              | Pos                |
| 11                 | Peter Sagan (SVK)                     | 82.                |
| 12                 | Emanuel Buchmann (GER)                | 4.                 |
| 13                 | Marcus Burghardt (GER)                | 141.               |
| 14                 | Patrick Konrad (AUT) (estrada)        | 35.                |
| 15                 | Gregor Mühlberger (AUT)               | 25.                |
| 16                 | Daniel Oss (ITA)                      | 89.                |
| 17                 | Lukas Pöstlberger (AUT)               | NP-18              |
| 18                 | Maximilian Schachmann (GER) (estrada) | NP-14              |

| Deceuninck-Quick Step DQT | Deceuninck-Quick Step DQT           | Deceuninck-Quick Step DQT |
| ------------------------- | ----------------------------------- | ------------------------- |
| Num                       | Ciclista                            | Pos                       |
| 21                        | Julian Alaphilippe (FRA)            | 5.                        |
| 22                        | Kasper Asgreen (DEN) (CRI)          | 122.                      |
| 23                        | Dries Devenyns (BEL)                | 97.                       |
| 24                        | Yves Lampaert (BEL)                 | 133.                      |
| 25                        | Enric Mas (ESP)                     | 22.                       |
| 26                        | Michael Mørkøv (DEN) (estrada)      | 152.                      |
| 27                        | Maximiliano Richeze (ARG) (estrada) | 149.                      |
| 28                        | Elia Viviani (ITA)                  | 130.                      |

| AG2R La Mondiale ALM | AG2R La Mondiale ALM    | AG2R La Mondiale ALM |
| -------------------- | ----------------------- | -------------------- |
| Num                  | Ciclista                | Pos                  |
| 31                   | Romain Bardet (FRA)     | 15.                  |
| 32                   | Mikaël Cherel (FRA)     | 34.                  |
| 33                   | Benoît Cosnefroy (FRA)  | 113.                 |
| 34                   | Mathias Frank (SUI)     | 48.                  |
| 35                   | Tony Gallopin (FRA)     | 56.                  |
| 36                   | Alexis Gougeard (FRA)   | 115.                 |
| 37                   | Oliver Naesen (BEL)     | 68.                  |
| 38                   | Alexis Vuillermoz (FRA) | 41.                  |

| Bahrain-Merida TBM | Bahrain-Merida TBM        | Bahrain-Merida TBM |
| ------------------ | ------------------------- | ------------------ |
| Num                | Ciclista                  | Pos                |
| 41                 | Vincenzo Nibali (ITA)     | 39.                |
| 42                 | Damiano Caruso (ITA)      | 58.                |
| 43                 | Sonny Colbrelli (ITA)     | 85.                |
| 44                 | Rohan Dennis (AUS) (CRI)  | DNF-12             |
| 45                 | Iván García Cortina (ESP) | 114.               |
| 46                 | Matej Mohorič (SLO)       | 119.               |
| 47                 | Dylan Teuns (BEL)         | 44.                |
| 48                 | Jan Tratnik (SLO)         | 93.                |

| Groupama-FDJ GFC | Groupama-FDJ GFC                      | Groupama-FDJ GFC |
| ---------------- | ------------------------------------- | ---------------- |
| Num              | Ciclista                              | Pos              |
| 51               | Thibaut Pinot (FRA)                   | DNF-19           |
| 52               | William Bonnet (FRA)                  | 143.             |
| 53               | David Gaudu (FRA)                     | 13.              |
| 54               | Stefan Küng (SUI) (CRI)               | 96.              |
| 55               | Mathieu Ladagnous (FRA)               | 126.             |
| 56               | Rudy Molard (FRA)                     | 33.              |
| 57               | Sébastien Reichenbach (SUI) (estrada) | 17.              |
| 58               | Anthony Roux (FRA)                    | 102.             |

| Movistar Team MOV | Movistar Team MOV                  | Movistar Team MOV |
| ----------------- | ---------------------------------- | ----------------- |
| Num               | Ciclista                           | Pos               |
| 61                | Nairo Quintana (COL)               | 8.                |
| 62                | Alejandro Valverde (ESP) (estrada) | 9.                |
| 63                | Andrey Amador (CRC)                | 55.               |
| 64                | Imanol Erviti (ESP)                | 99.               |
| 65                | Mikel Landa (ESP)                  | 6.                |
| 66                | Nelson Oliveira (POR)              | 79.               |
| 67                | Marc Soler (ESP)                   | 37.               |
| 68                | Carlos Verona (ESP)                | 105.              |

| Astana AST | Astana AST                            | Astana AST |
| ---------- | ------------------------------------- | ---------- |
| Num        | Ciclista                              | Pos        |
| 71         | Jakob Fuglsang (DEN)                  | DNF-16     |
| 72         | Pello Bilbao (ESP)                    | 54.        |
| 73         | Omar Fraile (ESP)                     | 71.        |
| 74         | Hugo Houle (CAN)                      | 91.        |
| 75         | Gorka Izagirre (ESP)                  | 42.        |
| 76         | Alexey Lutsenko (KAZ) (estrada e CRI) | 19.        |
| 77         | Magnus Cort (DEN)                     | 104.       |
| 78         | Luis León Sánchez (ESP)               | NP-17      |

| Team Jumbo-Visma TJV | Team Jumbo-Visma TJV                  | Team Jumbo-Visma TJV |
| -------------------- | ------------------------------------- | -------------------- |
| Num                  | Ciclista                              | Pos                  |
| 81                   | Steven Kruijswijk (NED)               | 3.                   |
| 82                   | George Bennett (NZL)                  | 24.                  |
| 83                   | Laurens De Plus (BEL)                 | 23.                  |
| 84                   | Dylan Groenewegen (NED)               | 145.                 |
| 85                   | Amund Grøndahl Jansen (NOR) (estrada) | 140.                 |
| 86                   | Tony Martin (GER) (CRI)               | DQ-17                |
| 87                   | Mike Teunissen (NED)                  | 101.                 |
| 88                   | Wout van Aert (BEL) (CRI)             | DNF-13               |

| EF Education First EF1 | EF Education First EF1    | EF Education First EF1 |
| ---------------------- | ------------------------- | ---------------------- |
| Num                    | Ciclista                  | Pos                    |
| 91                     | Rigoberto Urán (COL)      | 7.                     |
| 92                     | Alberto Bettiol (ITA)     | 69.                    |
| 93                     | Simon Clarke (AUS)        | 61.                    |
| 94                     | Tanel Kangert (EST)       | 27.                    |
| 95                     | Sebastian Langeveld (NED) | 155.                   |
| 96                     | Tom Scully (NZL)          | 135.                   |
| 97                     | Tejay van Garderen (USA)  | NP-8                   |
| 98                     | Michael Woods (CAN)       | 32.                    |

| Mitchelton-Scott MTS | Mitchelton-Scott MTS              | Mitchelton-Scott MTS |
| -------------------- | --------------------------------- | -------------------- |
| Num                  | Ciclista                          | Pos                  |
| 101                  | Adam Yates (GBR)                  | 29.                  |
| 102                  | Luke Durbridge (AUS) (CRI)        | 109.                 |
| 103                  | Jack Haig (AUS)                   | 38.                  |
| 104                  | Michael Hepburn (AUS)             | 146.                 |
| 105                  | Daryl Impey (RSA) (estrada e CRI) | 72.                  |
| 106                  | Christopher Juul-Jensen (DEN)     | 112.                 |
| 107                  | Matteo Trentin (ITA) (estrada)    | 52.                  |
| 108                  | Simon Yates (GBR)                 | 49.                  |

| CCC Team CCC | CCC Team CCC               | CCC Team CCC |
| ------------ | -------------------------- | ------------ |
| Num          | Ciclista                   | Pos          |
| 111          | Greg Van Avermaet (BEL)    | 36.          |
| 112          | Patrick Bevin (NZL) (CRI)  | NP-6         |
| 113          | Alessandro De Marchi (ITA) | DNF-9        |
| 114          | Simon Geschke (GER)        | 63.          |
| 115          | Serge Pauwels (BEL)        | 77.          |
| 116          | Joey Rosskopf (USA)        | 73.          |
| 117          | Michael Schär (SUI)        | 70.          |
| 118          | Łukasz Wiśniowski (POL)    | 127.         |

| UAE Team Emirates UAD | UAE Team Emirates UAD      | UAE Team Emirates UAD |
| --------------------- | -------------------------- | --------------------- |
| Num                   | Ciclista                   | Pos                   |
| 121                   | Daniel Martin (IRL)        | 18.                   |
| 122                   | Fabio Aru (ITA)            | 14.                   |
| 123                   | Sven Erik Bystrøm (NOR)    | 110.                  |
| 124                   | Rui Costa (POR)            | 53.                   |
| 125                   | Sergio Henao (COL)         | 47.                   |
| 126                   | Alexander Kristoff (NOR)   | 139.                  |
| 127                   | Vegard Stake Laengen (NOR) | 107.                  |
| 128                   | Jasper Philipsen (BEL)     | NP-12                 |

| Trek-Segafredo TFS | Trek-Segafredo TFS       | Trek-Segafredo TFS |
| ------------------ | ------------------------ | ------------------ |
| Num                | Ciclista                 | Pos                |
| 131                | Richie Porte (AUS)       | 11.                |
| 132                | Julien Bernard (FRA)     | 30.                |
| 133                | Giulio Ciccone (ITA)     | 31.                |
| 134                | Koen de Kort (NED)       | 125.               |
| 135                | Fabio Felline (ITA)      | 65.                |
| 136                | Bauke Mollema (NED)      | 28.                |
| 137                | Toms Skujiņš (LAT) (CRI) | 81.                |
| 138                | Jasper Stuyven (BEL)     | 43.                |

| Team Sunweb SUN | Team Sunweb SUN            | Team Sunweb SUN |
| --------------- | -------------------------- | --------------- |
| Num             | Ciclista                   | Pos             |
| 141             | Michael Matthews (AUS)     | 67.             |
| 142             | Nikias Arndt (GER)         | 116.            |
| 143             | Cees Bol (NED)             | NP-17           |
| 144             | Chad Haga (USA)            | 134.            |
| 145             | Lennard Kämna (GER)        | 40.             |
| 146             | Wilco Kelderman (NED)      | NP-16           |
| 147             | Søren Kragh Andersen (DEN) | NP-18           |
| 148             | Nicolas Roche (IRL)        | 45.             |

| Cofidis, Solutions Crédits COF | Cofidis, Solutions Crédits COF  | Cofidis, Solutions Crédits COF |
| ------------------------------ | ------------------------------- | ------------------------------ |
| Num                            | Ciclista                        | Pos                            |
| 151                            | Christophe Laporte (FRA)        | DNF-8                          |
| 152                            | Natnael Berhane (ERI) (estrada) | 86.                            |
| 153                            | Nicolas Edet (FRA)              | DNF-6                          |
| 154                            | Jesús Herrada (ESP)             | 20.                            |
| 155                            | Anthony Perez (FRA)             | 87.                            |
| 156                            | Pierre-Luc Périchon (FRA)       | 57.                            |
| 157                            | Stéphane Rossetto (FRA)         | 100.                           |
| 158                            | Julien Simon (FRA)              | 108.                           |

| Lotto-Soudal LTS | Lotto-Soudal LTS      | Lotto-Soudal LTS |
| ---------------- | --------------------- | ---------------- |
| Num              | Ciclista              | Pos              |
| 161              | Caleb Ewan (AUS)      | 132.             |
| 162              | Tiesj Benoot (BEL)    | 59.              |
| 163              | Jasper De Buyst (BEL) | 118.             |
| 164              | Thomas De Gendt (BEL) | 60.              |
| 165              | Jens Keukeleire (BEL) | 98.              |
| 166              | Roger Kluge (GER)     | 150.             |
| 167              | Maxime Monfort (BEL)  | 142.             |
| 168              | Tim Wellens (BEL)     | 94.              |

| Total Direct Énergie TDE | Total Direct Énergie TDE  | Total Direct Énergie TDE |
| ------------------------ | ------------------------- | ------------------------ |
| Num                      | Ciclista                  | Pos                      |
| 171                      | Lilian Calmejane (FRA)    | 106.                     |
| 172                      | Niccolò Bonifazio (ITA)   | 137.                     |
| 173                      | Fabien Grellier (FRA)     | 121.                     |
| 174                      | Paul Ourselin (FRA)       | 95.                      |
| 175                      | Romain Sicard (FRA)       | 80.                      |
| 176                      | Rein Taaramäe (EST) (CRI) | 66.                      |
| 177                      | Niki Terpstra (NED)       | DNF-11                   |
| 178                      | Anthony Turgis (FRA)      | 131.                     |

| Katusha-Alpecin TKA | Katusha-Alpecin TKA        | Katusha-Alpecin TKA |
| ------------------- | -------------------------- | ------------------- |
| Num                 | Ciclista                   | Pos                 |
| 181                 | Ilnur Zakarin (RUS)        | 51.                 |
| 182                 | Jens Debusschere (BEL)     | 153.                |
| 183                 | Alex Dowsett (GBR) (CRI)   | 151.                |
| 184                 | José Gonçalves (POR) (CRI) | 128.                |
| 185                 | Marco Haller (AUT)         | 148.                |
| 186                 | Nils Politt (GER)          | 64.                 |
| 187                 | Mads Würtz (DEN)           | 117.                |
| 188                 | Rick Zabel (GER)           | NP-11               |

| Wanty-Gobert WGG | Wanty-Gobert WGG           | Wanty-Gobert WGG |
| ---------------- | -------------------------- | ---------------- |
| Num              | Ciclista                   | Pos              |
| 191              | Guillaume Martin (FRA)     | 12.              |
| 192              | Frederik Backaert (BEL)    | 120.             |
| 193              | Aimé De Gendt (BEL)        | 136.             |
| 194              | Odd Christian Eiking (NOR) | 111.             |
| 195              | Xandro Meurisse (BEL)      | 21.              |
| 196              | Yoann Offredo (FRA)        | 154.             |
| 197              | Andrea Pasqualon (ITA)     | 88.              |
| 198              | Kévin Van Melsen (BEL)     | 138.             |

| Dimension Data TDD | Dimension Data TDD                | Dimension Data TDD |
| ------------------ | --------------------------------- | ------------------ |
| Num                | Ciclista                          | Pos                |
| 201                | Edvald Boasson Hagen (NOR)        | 76.                |
| 202                | Lars Bak (DEN)                    | 147.               |
| 203                | Steve Cummings (GBR)              | 129.               |
| 204                | Reinardt Janse van Rensburg (RSA) | 124.               |
| 205                | Benjamin King (USA)               | 62.                |
| 206                | Roman Kreuziger (CZE)             | 16.                |
| 207                | Giacomo Nizzolo (ITA)             | DNF-12             |
| 208                | Michael Valgren (DEN)             | 75.                |

| Arkéa-Samsic PCB | Arkéa-Samsic PCB               | Arkéa-Samsic PCB |
| ---------------- | ------------------------------ | ---------------- |
| Num              | Ciclista                       | Pos              |
| 211              | Warren Barguil (FRA) (estrada) | 10.              |
| 212              | Maxime Bouet (FRA)             | 74.              |
| 213              | Anthony Delaplace (FRA)        | 90.              |
| 214              | Élie Gesbert (FRA)             | 78.              |
| 215              | André Greipel (GER)            | 144.             |
| 216              | Kévin Ledanois (FRA)           | 103.             |
| 217              | Amaël Moinard (FRA)            | 92.              |
| 218              | Florian Vachon (FRA)           | 123.             |

Convenções:
- AB-N: Abandono na etapa "N"
- FLT-N: Retiro por chegada fora do limite de tempo na etapa "N"
- NTS-N: Não tomou a saída para a etapa "N"
- DES-N: Desclassificado ou expulso na etapa "N"